# Юрин, Алексей Николаевич
Алексе́й Никола́евич Ю́рин (5 [18] марта 1905 год — 26 июля 1944 года) — советский офицер, участник Великой Отечественной войны, Герой Советского Союза (21.07.1944). Полковник (1942).

## Довоенная биография
Родился 5 [18] марта 1905 года (по другим данным в 1903 году) в городе Трубчевске ныне Брянской области в семье рабочего. Русский. Окончил 2 класса начального училища. 
В марте 1921 года призван в Красную Армию. Служил в хозяйственной команде 45-х Витебских пехотных курсов. Осенью 1922 года зачислен курсантом на эти курсы, но вскоре они были расформированы, а Алексей Юрин был переведён далее учиться на 4-е пехотные курсы командного состава в Могилёве. Окончил их в 1923 году. Направлен для прохождения службы в 18-й стрелковый полк 6-й стрелковой дивизии Московского военного округа (полк дислоцировался в Курске), где до августа 1925 года служил помощником командира взвода и старшиной роты. Член ВКП(б) с 1926 года.
В 1927 году окончил Нижегородскую пехотную школу имени И. В. Сталина. С сентября этого года служил в 82-м стрелковом полку 28-й Горской стрелковой дивизии Северо-Кавказского военного округа (Грозный): командир взвода полковой школы, помощник начальника штаба полка, командир-политрук стрелковой роты. В октябре 1931 года переведён командиром взвода в Орджоникидзевскую Краснознамённую пехотную школу. Через два года, в апреле 1933 года, вернулся в свой прежний 82-й стрелковый полк и назначен начальником военно-хозяйственного довольствия полка. С января 1934 года был помощником начальника штаба 83-го горнострелкового полка, с февраля 1935 — помощником начальника 1-й части штаба 28-й Горской стрелковой дивизии. В сентябре-ноябре 1937 года исполнял должность военного цензора Северо-Кавказского ВО, затем направлен для завершения учёбы в академию (где заочно учился уже более двух лет). 
В 1938 году окончил заочный факультет Военной академии РККА имени М. В. Фрунзе. С февраля 1938 года — начальник штаба 84-го стрелкового полка, с июня 1938 — врид командира 83-го горнострелкового полка Северо-Кавказского ВО, с января 1939 — начальник штаба 76-го стрелкового полка Закавказского военного округа, а с мая 1940 года — начальник штаба 149-й стрелковой дивизии в Орловском военном округе.

## Великая Отечественная война
На фронтах Великой Отечественной войны майор Юрин с июля 1941 года. 5 июля дивизия вошла в состав 28-й армии, 15 июля вместе с армией прибыла на Фронт резервных армий, 21 июля вместе с армией её передали Западному фронту. С дивизией участвовал в Смоленском сражении, попал в окружение в районе села Починки Смоленской области и только 19 августа с большой группой бойцов и командиров штаба прорвался к своим. В конце августа 1941 года назначен начальником штаба 110-й стрелковой дивизии 31-й армии Резервного фронта, затем в 33-й армии Западного фронта. Участвовал в битве за Москву (Вяземская, Можайско-Малоярославецкая и Наро-Фоминская оборонительные операции, контрнаступление под Москвой и Ржевско-Вяземская наступательная операция 1942 года).
В ходе последней операции попал вместе с основными силами 33-й армии генерала М. Г. Ефремова в феврале 1942 года в окружение под Вязьмой, четыре месяца сражался в немецком тылу в условиях голода и острейшей нехватки боеприпасов, но в июне сумел пробиться через линию фронта. Остатки дивизии были отведены в тыл на переформирование, там в августе 1942 года полковник Юрин временно командовал ею с августа.
С сентября 1942 года был заместителем командира 113-й стрелковой дивизии в той же 33-й армии.
С декабря 1942 года полковник Юрин — заместитель начальника штаба по ВПУ (вспомогательный пункт управления) 33-й армии Западного фронта. Участвовал в Ржевско-Вяземской (1943 года), Смоленской, Оршанской, Витебской наступательных операциях.
С 16 апреля 1944 года полковник Юрин — командир 222-й стрелковой дивизии (69-й стрелковый корпус, 33-я армия) в составе 2-го Белорусского фронта. 
Командир 222-й стрелковой дивизии (33-я армия, 2-й Белорусский фронт) полковник Алексей Юрин проявил высокое военное искусство и личное мужество в ходе Белорусской стратегической наступательной операции (Могилёвская фронтовая операция). 23 июня 1944 года дивизия полковника Юрина прорвала неприятельскую оборону на реке Проня в Горецком районе Могилёвской области Белорусской ССР и 26 июня 1944 года первой в 33-й армии форсировала реку Днепр севернее города Шклов Могилёвской области и захватила плацдарм. За время этих боёв 222-я стрелковая дивизия уничтожила 8 танков, 1 бронемашину, 20 орудий, 6 миномётов, 37 автомашин, большое количество живой силы противника. За эти подвиги он был представлен к званию Героя Советского Союза.
Указом Президиума Верховного Совета СССР от 21 июля 1944 года за умелое командование стрелковой дивизией, образцовое выполнение боевых заданий командования на фронте борьбы с немецко-фашистскими захватчиками и проявленные при этом мужество и героизм полковнику Юрину Алексею Николаевичу присвоено звание Героя Советского Союза.
А война продолжалась… В начале июля дивизию передали на 3-й Белорусский фронт, она маршем вышла на территорию Литвы. Однако при подготовке к Каунасской операции, через 5 дней после награждения высшей наградой Родины, 26 июля 1944 года, в районе посёлка Бальберишкис Пренайского района Литовской ССР полковник Юрин А. Н. погиб. Похоронен на Военном кладбище в Минске.

## Награды

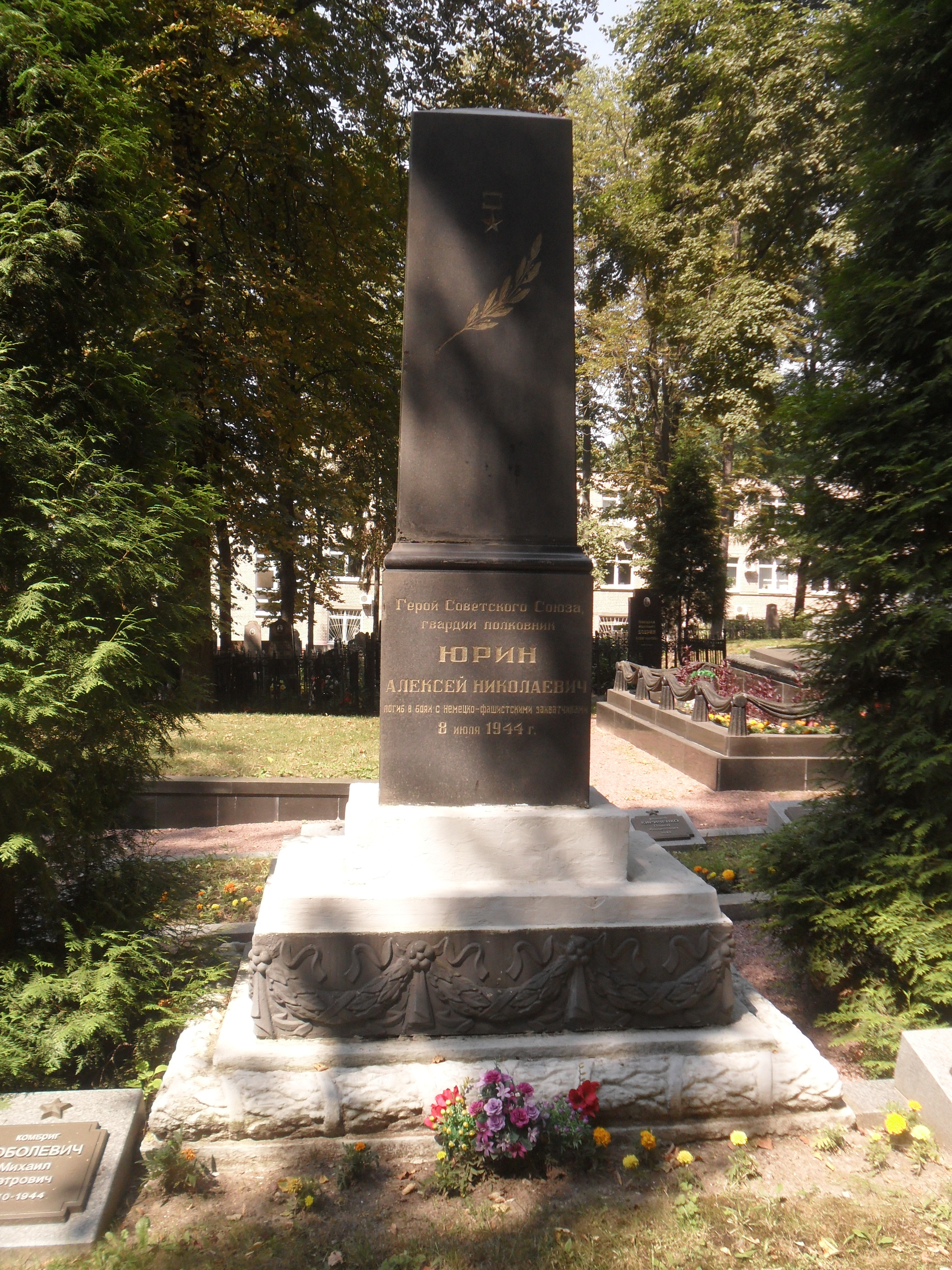
Могила А. Н. Юрина на Военном кладбище Минска

- Герой Советского Союза (21.07.1944);
- орден Ленина (21.07.1944);
- два ордена Красного Знамени (02.01.1942, 03.09.1943);
- Медаль «За оборону Москвы» (1944)[3].

## Память
- На могиле на Военном кладбище в Минске установлен памятник.
- Именем Героя названы улицы в городах Орёл[4], Трубчевск и Барнаул (1965)[5].
- В городе Трубчевске установлен бюст Героя.